# 愛冠岬

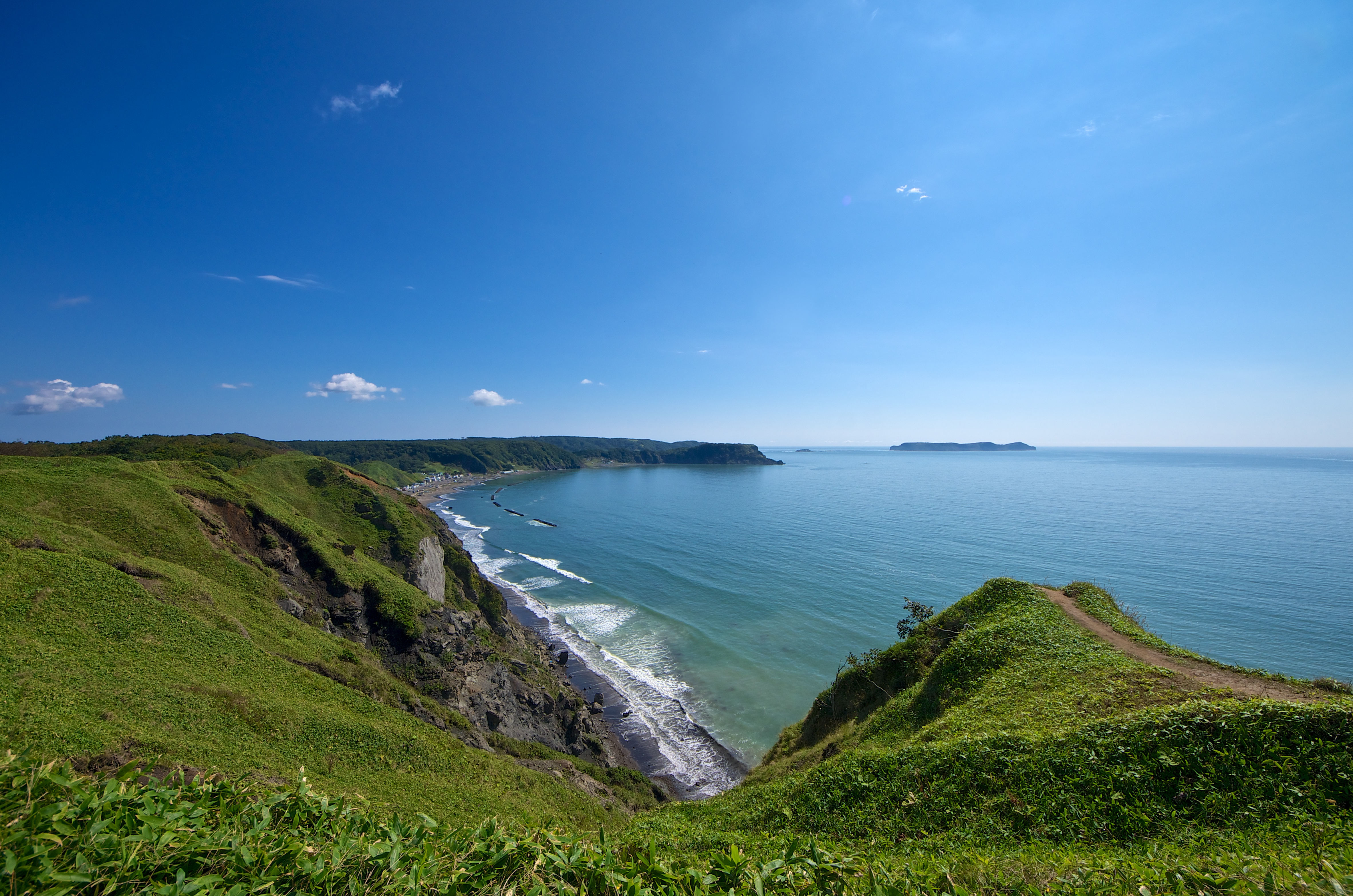
愛冠岬から南東を望む。奥はアイニンカップ岬と大黒島。

愛冠岬（あいかっぷみさき）は、北海道の釧路総合振興局厚岸町にある岬で厚岸道立自然公園内に位置し、厚岸湾に浮かぶ大黒島と筑紫恋海岸を一望できる。

## 地名由来
アイヌ語で「アイ・カップ」（矢の上のもの）を指し、「できない・届かない」を意味することから、「困難を乗り越え、愛の栄冠を得る」の「愛冠」を充てたとされる。

### 伝説
かつて厚岸アイヌとチクシコイアイヌが争った際に厚岸アイヌに追われたチクシコイアイヌがバラサン岬、愛冠岬、アイニンカップ岬へと退き盛んに戦った。追撃した厚岸アイヌは下から矢を放ったが届かなかった。そのことから当地を「アイカップ」と呼ぶようになったといわれている。

## 遭難の史実
1944年3月16日に愛冠岬沖の60kmの地点で陸軍輸送船日蓮丸および海軍駆逐艦白雲がアメリカ海軍の潜水艦トートグの雷撃で撃沈され、将兵3千余名が犠牲となった。